# Marc Dutroux
Pour les articles homonymes, voir Dutroux.
Marc Dutroux, né le 6 novembre 1956 à Ixelles en Belgique, est un criminel condamné à la prison à perpétuité, dans ce qui est appelé « l'affaire Dutroux ».
En 2004, il est reconnu coupable d'assassinats, de viols sur mineurs, de séquestrations, d'association de malfaiteurs et de trafic de drogue.

## Biographie
Victor Dutroux et Jeanine Lauwens, tous deux instituteurs, se rencontrent en 1956 à Bruxelles et en novembre de la même année, cette dernière donne naissance à Marc Dutroux. Elle affirme qu'il était un enfant non désiré et Victor Dutroux n'est pas sûr qu'il soit son fils : « Quand on a décidé de se marier et qu'on a eu une relation, elle venait de quitter un autre copain. Donc, elle était peut-être enceinte de l'autre ». Marc Dutroux est l'aîné avec trois frères et une sœur.
Le père, décrit par Marc Dutroux, est une personne « volage » ayant de « nombreux troubles psychiatriques », et la mère est « calculatrice, égoïste et sournoise ». Marc Dutroux, évoquant des relations incestueuses mère-fils, la met en cause quand l'un de ses frères se suicide en 1992. Ses parents se séparent en 1972.
Sa scolarité en primaire est qualifiée de « normale » par sa mère, même si certains de ses enseignants de l'époque le décrivent comme « indiscipliné et insupportable ». Durant son enseignement secondaire, il se fait renvoyer des écoles de Morlanwelz, Fleurus et Charleroi pour des problèmes disciplinaires. Bien qu'il obtienne un diplôme d'électricien à Nivelles, Marc Dutroux n'est pas conservé par l'établissement car il « vendait des photos osées à un élève de l'internat ».
À sa majorité, il quitte la maison familiale pour un kot à Gosselies. Il s'essaie au métier d'ajusteur et se prostitue. Sa mère déclare : « Je n'ai jamais pensé qu'il pouvait être effectivement homosexuel [même si] jusqu'à l'âge de 18 ans, il n'a jamais fait preuve d'une attirance particulière pour les femmes […] il donnait l'impression qu'il pensait qu'une femme était un objet que l'on couche sur un lit ».
Son loisir favori est le patinage sur glace et il est qualifié « d'excellent patineur »,. En 1975, Marc Dutroux entame une relation avec Françoise Dubois, une orpheline âgée de 17 ans connue à la patinoire de La Louvière,. Ils se marient et donnent naissance à deux garçons, Dany en 1977 et Xavier en 1979.
Deux ans plus tard, en 1981, à la patinoire de Forest, Marc Dutroux rencontre Michelle Martin, une jeune institutrice de 21 ans. Il devient son amant tout en lui dissimulant sa situation maritale,. Françoise Dubois obtient le divorce en 1983 après s'être plainte d'infidélités et de coups reçus. Marc Dutroux aurait expliqué à sa mère : « je l'ai refilée à un ami parce qu'elle ne me convenait plus ».
Libérée de Françoise Dubois, Michelle Martin rejoint Dutroux à Charleroi. En 1984, ils donnent naissance à un garçon qu'ils nomment Frédéric.
C'est à partir de cette période que Marc Dutroux effectue de nombreux larcins, volant « tout ce qu'il trouve » et rackettant des personnes âgées, dont sa propre grand-mère. Il se rend en Europe centrale d'où il ramène de « très jeunes filles », qu'il séquestre et viole, parfois en présence de Michelle Martin,.
Le 16 décembre 1988, alors qu'il est incarcéré à la prison de Jamioulx, Marc Dutroux épouse Michelle Martin,. Le couple a deux autres enfants – Andy et Céline – nés en septembre 1993 et novembre 1995,.
Selon Le Parisien, Marc Dutroux ne s'est jamais occupé de ses garçons, il désire avant tout une fille dans le but de pratiquer l'inceste pour « l'initier à l'amour ». Il est arrêté durant l'été 1996 et ne commet pas ce crime sur Céline. En 2003, alors qu'ils sont tous les deux emprisonnés, Marc Dutroux et Michelle Martin divorcent après 15 ans de mariage.
Lors de son procès en 2004, mettant en avant le fait que « sa sexualité n'est pas uniquement orientée vers les enfants », des experts le décrivent plus « vrai psychopathe » que pédophile.
En 2021, la ville de Charleroi annonce que sa maison laissera place à un mémorial baptisé « Entre terre et ciel ».

## Affaires judiciaires

### Premières condamnations
- En 1979, Marc Dutroux est condamné à un mois d'emprisonnement pour vol.
- Le 4 février 1986, Marc Dutroux et Michelle Martin sont emprisonnés pour des faits de séquestrations, d'enlèvements et de viols de mineures de moins de 16 ans commis entre 1983 et 1985[18],[12]. Michelle Martin est libérée en avril 1986, mais Marc Dutroux reste incarcéré[11].
- En 1988, Dutroux est à nouveau condamné à quatre mois de prison pour recel[19].
- En avril 1989, ils sont condamnés à, respectivement, 13 ans et demi et 5 ans de prison[18] ; Michelle Martin retrouve la prison.
- En août 1991, Michelle Martin est libérée. Bien que le procureur et les psychiatres s'y soient opposés, Marc Dutroux bénéficie, en avril de l'année suivante, d'une libération conditionnelle[18],[20].
- En novembre 1992, il est accusé d'attouchements sexuels sur des jeunes filles à la patinoire de Charleroi. Interrogé par la Police communale, il est aussitôt relâché sans être inquiété[21],[20].
- À la suite d'un différend sur le vol d'un camion, Marc Dutroux séquestre deux délinquants. Pour ces faits, Il est incarcéré à la prison de Jamioulx du 6 décembre 1995 au 20 mars 1996[22],[18],[23].

### Affaire Dutroux
Le 13 août 1996, Dutroux est arrêté avec Michelle Martin et deux complices dans ce qui devient « L'Affaire Dutroux ». Par sa nature, l'affaire connaît un retentissement international, soulignant les dysfonctionnements de la justice et de la police belge.
En avril 1998, Dutroux parvient à s'évader lors de son transfèrement au palais de justice de Neufchâteau ; il est rattrapé quelques heures plus tard dans les bois de Chiny. Ce nouvel incident provoque une vague d'indignation en Belgique et deux ministres sont contraints à démissionner. La médiatisation de l'affaire incite également le législateur à engager une réforme du Code pénal avec la promulgation de la loi du 17 juin 1998.
Le 17 juin 2004, Marc Dutroux est condamné à l'emprisonnement à perpétuité, peine assortie d'une mise à disposition du tribunal d’application des peines de 10 ans, pour cinq assassinats, pour être le chef d'une association de malfaiteurs impliquée dans des enlèvements d'enfants, de séquestrations, de viols avec torture et de trafic de drogue. Il a la possibilité de demander une libération conditionnelle après 15 ans derrière les barreaux.

### Demandes de libérations conditionnelles
En novembre 2012, alors que Dutroux est incarcéré à la prison de Nivelles, une demande de semi-liberté sous bracelet électronique, finalement refusée, provoque l'émoi en Belgique. Selon les termes de la loi, il devient libérable le 30 avril 2013.
Le 3 février 2013, dans un débat télévisé sur les ondes de la RTBF, le médecin de Dutroux, Michel Manage, déclare que ce dernier n'a pas changé en seize ans de détention, ce qui ne plaide pas en sa faveur.
Le tribunal d'application des peines doit statuer sur sa demande le 4 février 2013 à Bruxelles. Plusieurs groupes ayant annoncé leur présence sur place, dont le groupe d'extrême-droite Mouvement Nation, cette comparution fera l'objet de mesures de sécurité exceptionnelles : Marc Dutroux sera escorté par dix membres des unités spécialisées dans les transferts de la police fédérale (Gotts), transporté à bord d'un véhicule blindé escorté par un convoi de véhicules policiers et survolé par un hélicoptère de la police fédérale, le palais de justice étant surveillé par quatre pelotons supplémentaires de la police locale.
Les victimes de Dutroux n'ayant pas le droit d'être entendues par le tribunal d'application des peines, Jean-Denis Lejeune et Laëtitia Delhez, représentés par l'avocat Georges-Henri Beauthier, décident d'attaquer l'État belge devant la Cour européenne des droits de l'homme.
La demande de libération conditionnelle de Dutroux est finalement rejetée le 18 février 2013 par le TAP de Bruxelles en raison du risque de récidive et de « l'absence de perspective de réinsertion ».
En octobre 2019, Marc Dutroux demande à subir une expertise psychiatrique en vue d'une libération conditionnelle. La requête est acceptée par le TAP de Bruxelles le 28 octobre 2019 et un collège de trois experts psychiatres devra remettre un rapport final « au plus tard le 11 mai 2020 », ont précisé les juges. En septembre 2020, l'avocat de Marc Dutroux confirme l'existence d'un rapport des experts très défavorable ; il est toujours psychopathe et présente un danger certain pour la société.

### Documentaire
- Au fond Dutroux de Richard Olivier, 1997, 57 minutes.

### Documentaires télévisés
- « Marc Dutroux, le démon belge » le 28 août 2003 dans Faites entrer l'accusé présenté par Christophe Hondelatte sur France 2.
- « L'avocat du diable » d'Alain Hertoghe et Tony Malamatenios, Doc en stock, le 27 octobre 2004 sur RTL TVI, le 6 janvier 2005 sur 13e rue et le 13 mai 2005 sur France 2.
- « Marc Dutroux, le monstre de Belgique » dans Ces crimes qui ont choqué le monde le 27 avril 2014 sur RMC Découverte, puis le 30 septembre 2015 sur Numéro 23.
- « Affaire Marc Dutroux, Le monstre de Charleroi » (premier reportage) le 29 novembre 2014 dans Chroniques criminelles sur NT1.
- « L'affaire Marc Dutroux : 20 ans après » le 3 juin 2015 dans Enquêtes criminelles : le magazine des faits divers sur W9.
- « Marc Dutroux, le monstre belge » le 7 mars 2016 dans Crimes sur NRJ 12.
- « Marc Dutroux le monstre de Belgique » dans Ces crimes qui ont choqué le monde sur Numéro 23, RMC Découverte et Investigation.
- « Marc Dutroux » dans Portraits de criminels sur RMC Story et sur RMC Découverte.
- « Innommable - L'affaire Dutroux » (2021) série de quatre épisodes de Joeri Vlekken diffusée sur Arte.« Innommable - L'affaire Dutroux - Révolutions - Regarder le documentaire complet », sur ARTE (consulté le 28 juin 2022).